# نویرایشناو
نویرایشناو (به آلمانی: Neureichenau) یک شهر در آلمان است که در بایرن واقع شده‌است.

## خصوصیات
نویرایشناو ۴۶٫۳۸ کیلومترمربع مساحت دارد ۶۶۹ متر بالاتر از سطح دریا واقع شده‌است.